# Lista de voos tripulados para a Estação Espacial Tiangong
Esta é uma listagem cronológica dos voos tripulados para a Estação Espacial Tiangong, incluindo as tripulações respectivas. As datas de lançamento das naves são incluídas. Os voos estão ordenados segundo as datas de lançamento. Foram excluídas as visitas de naves não tripuladas.

## Lista
| #    | Missão      | Tripulação                             | Foto | Período                 | Tempo                  | Notas                                                                          | Ref.        |
| 2021 | 2021        | 2021                                   | 2021 | 2021                    | 2021                   | 2021                                                                           | 2021        |
| ---- | ----------- | -------------------------------------- | ---- | ----------------------- | ---------------------- | ------------------------------------------------------------------------------ | ----------- |
| 1    | Shenzhou 12 | Nie Haisheng Liu Boming Tang Hongbo    |      | 17.06 — 17.09.2021      | 92d 04h 11m 37s        | Expedição 1. 2 caminhadas espaciais.                                           | [ 1 ]       |
| 2    | Shenzhou 13 | Zhai Zhigang Wang Yaping Ye Guangfu    |      | 15.10.2021 — 16.04.2022 | 182d 09h 32m 41s       | Expedição 2. 2 caminhadas espaciais.                                           | [ 2 ]       |
| 2022 |             |                                        |      |                         |                        |                                                                                |             |
| 3    | Shenzhou 14 | Chen Dong Liu Yang Cai Xuzhe           |      | 05.06 — 04.12.2022      | 182d 09h 24m 50s       | Expedição 3. 3 caminhadas espaciais.                                           | [ 3 ]       |
| 4    | Shenzhou 15 | Fei Junlong Deng Qingming Zhang Lu     |      | 29.11.2022 — 03.06.2023 | 186d 07h 24m 43s       | Expedição 3/4. Primeira transferência de comando na TSS.                       | [ 4 ]       |
| 2023 |             |                                        |      |                         |                        |                                                                                |             |
| 5    | Shenzhou 16 | Jing Haipeng Zhu Yangzhu Gui Haichao   |      | 30.05 — 31.10.2023      | 153d 22h 40m 19s       | Expedição 4/5. Gui Haichao foi o primeiro civil chinês no espaço.              | [ 5 ] [ 6 ] |
| 6    | Shenzhou 17 | Tang Hongbo Tang Shengjie Jiang Xinlin |      | 26.10.2023 — 30.04.2024 | 187d 06h 32m 04s       | Expedição 5/6. Tang Hongbo é a primeira pessoa a visitar a Tiangong duas vezes | [ 7 ] [ 8 ] |
| 2024 |             |                                        |      |                         |                        |                                                                                |             |
| 7    | Shenzhou 18 | Ye Guangfu Li Cong Li Guangsu          |      | 25.04 — 03.11.2024      | 192d 04h 25m 27s       | Expedição 6/7.                                                                 | [ 9 ]       |
| 8    | Shenzhou 19 | Cai Xuzhe Song Lingdong Wang Haoze     |      | 29.10.2024 — atualmente | 136 dia(s) e 7 hora(s) | Expedição 7/8.                                                                 | [ 10 ]      |